# چیشما (نفتکامسک، باشقیرستان)
چیشما (انگلیسی: Chishma, Neftekamsk, Republic of Bashkortostan) یک شهرک در ناحیه شهری نفتکامسک در استان باشقیرستان کشور روسیه است.